# Брешіанська школа живопису
Брешіанська школа живопису — невелика художня школа Італії в центрі з містом Брешія.

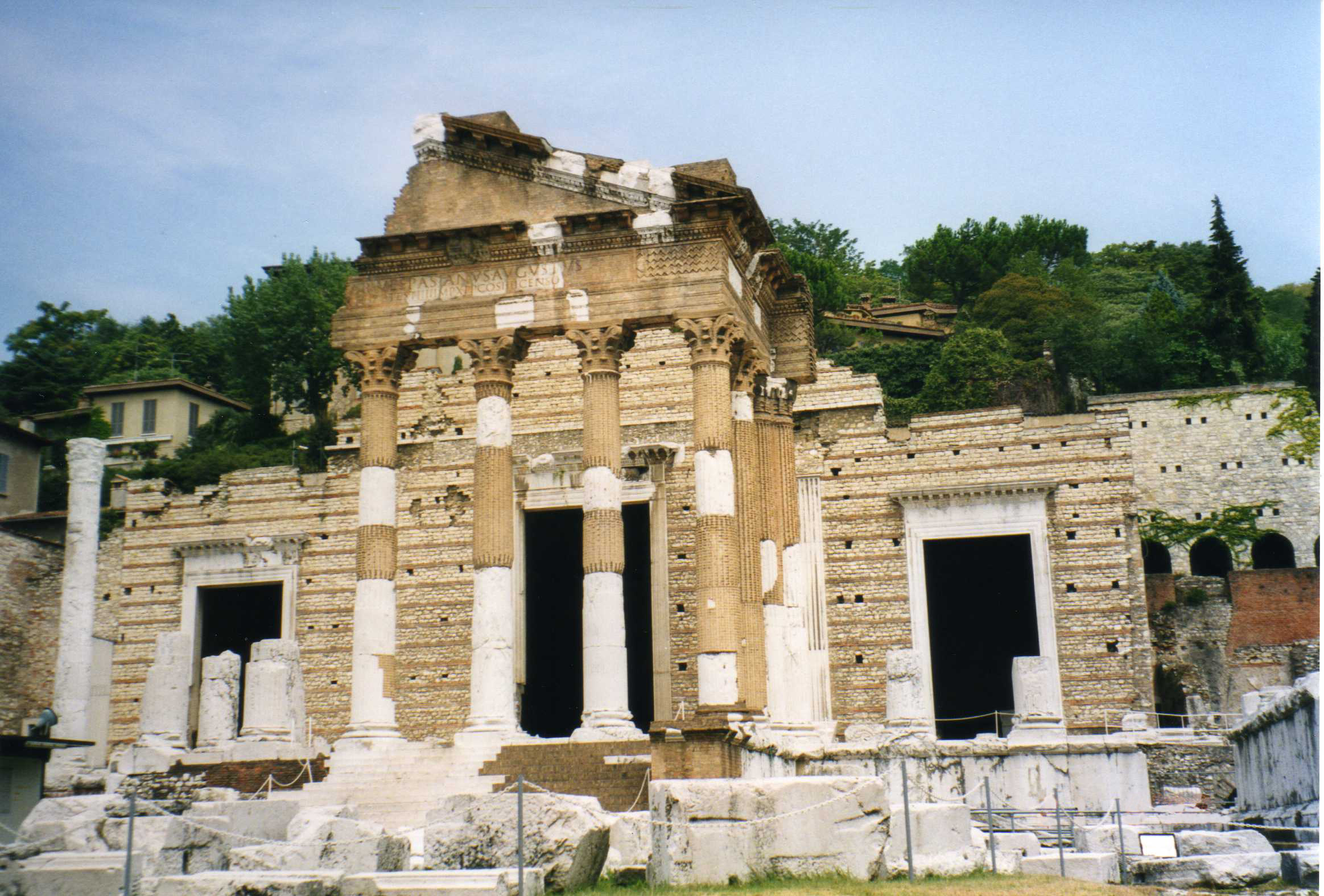
Брешія.Руїни храму стародавнїх римлян.
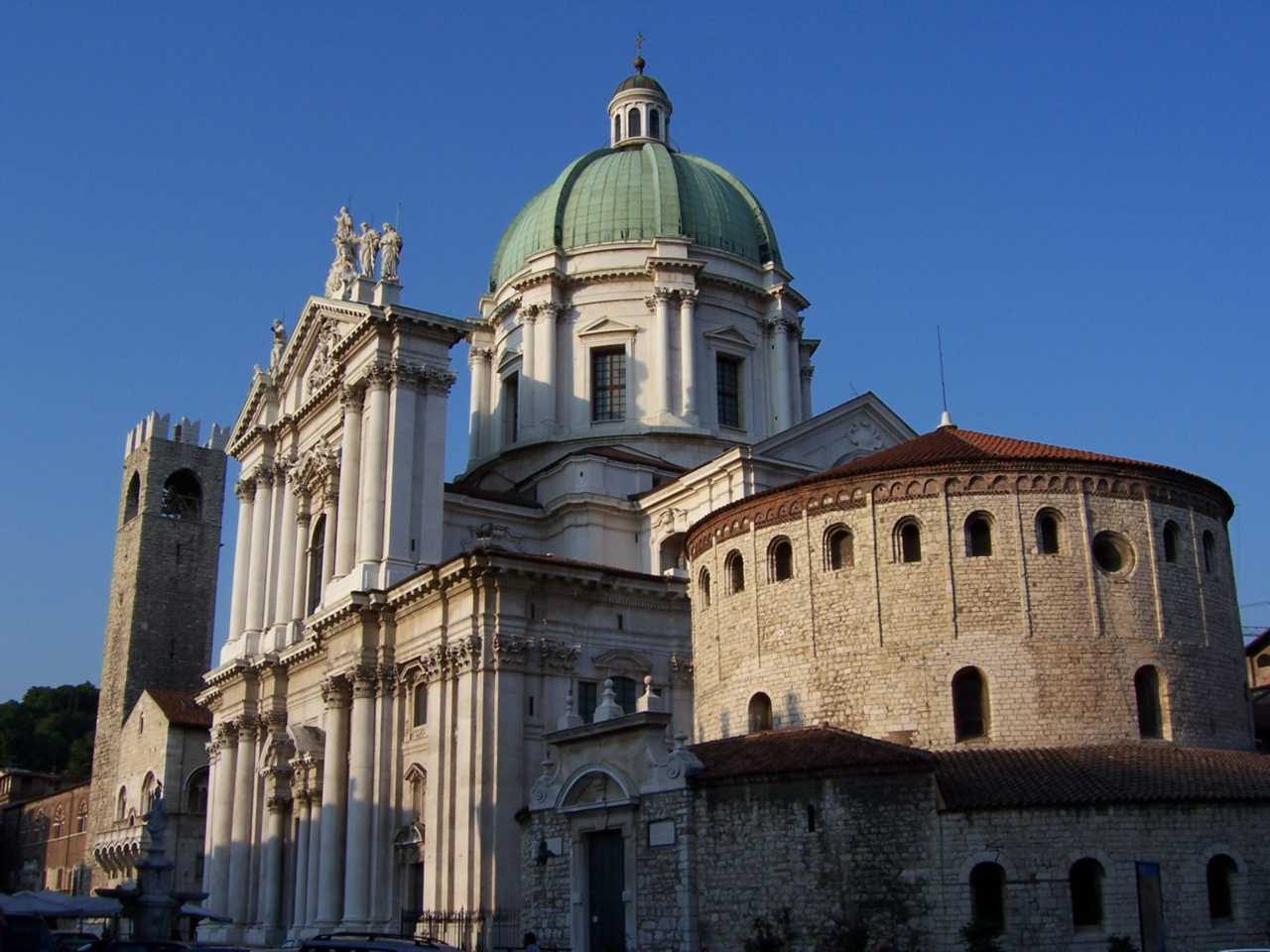
Старий і Новий кафедральні собори.
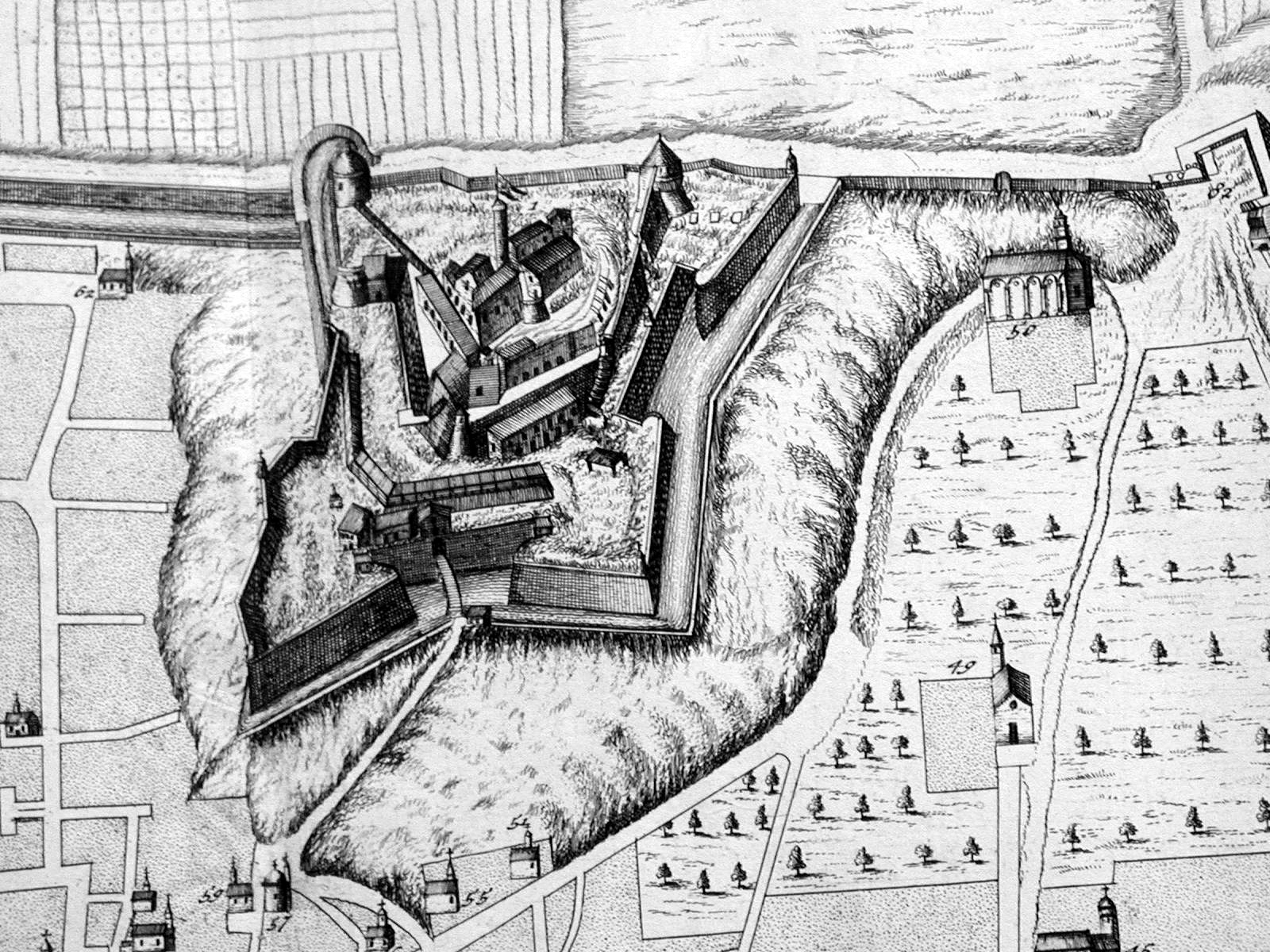
Фортеця в Брешії, мапа XVII ст. Гравер П'єр Мортьє.
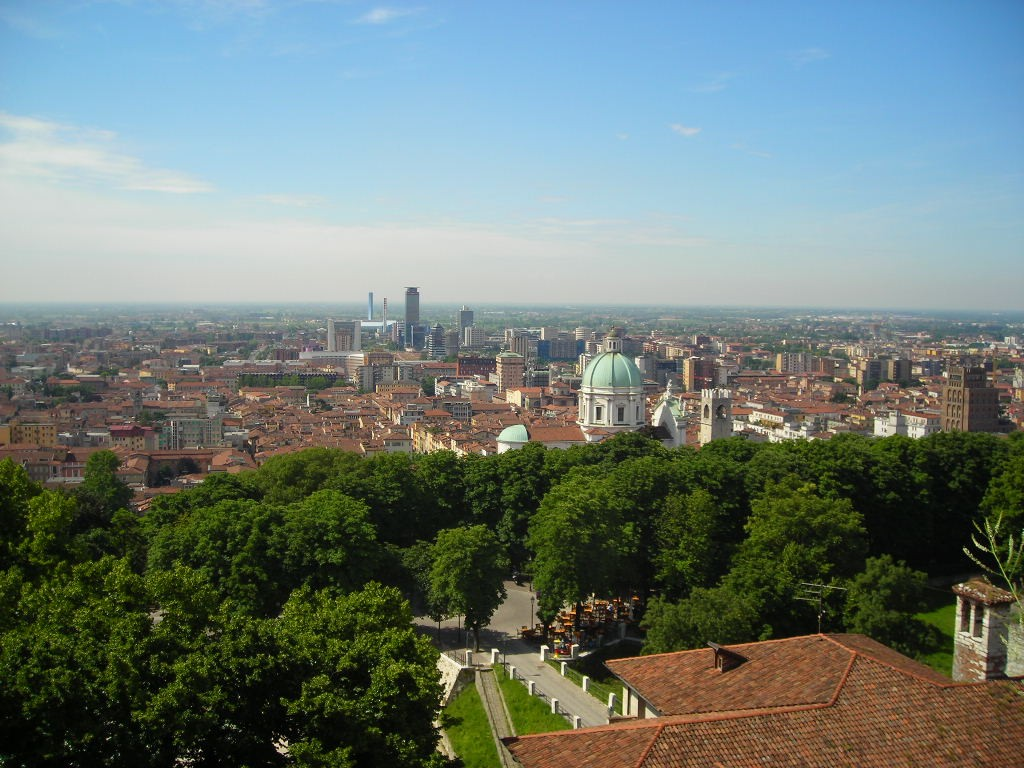
Панорама Брешії з міського замку.

## Головні представники
- Вінченцо Фоппа (1427—1515)
- Джованні Джироламо Савольдо (бл.1480 — бл.1550)
- Мороні Джованні Баттіста (бл. 1520 — 1578)
- Джироламо Романіно (бл.1486 — 1566)
- Моретто да Бреша (1498—1554)
- Латтанціо Гамбара (бл. 1530 — 1574)
- Стефано Ріцці (кінець XV — початок XVI ст.).

## Галерея

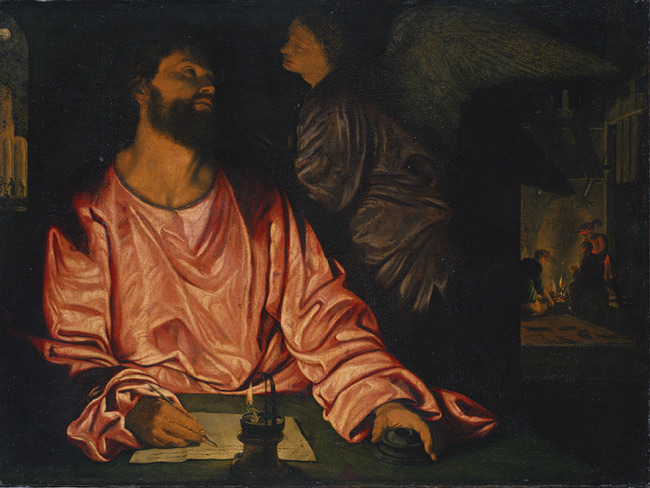
Худ.Савольдо. «Євангеліст Матвій», Музей мистецтва Метрополітен, Нью-Йорк.
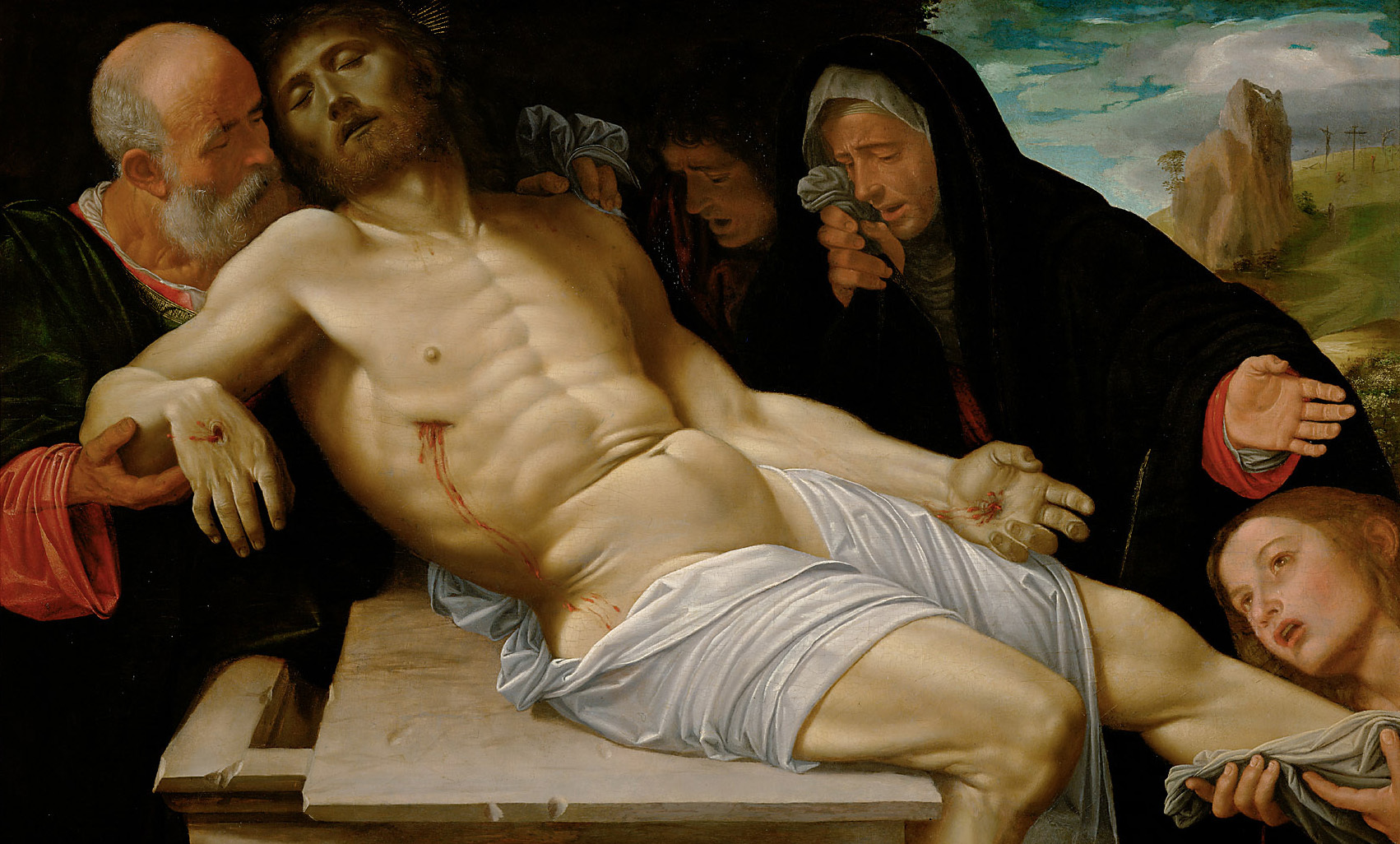
Худ.Савольдо. «Оплакування Христа», Відень.
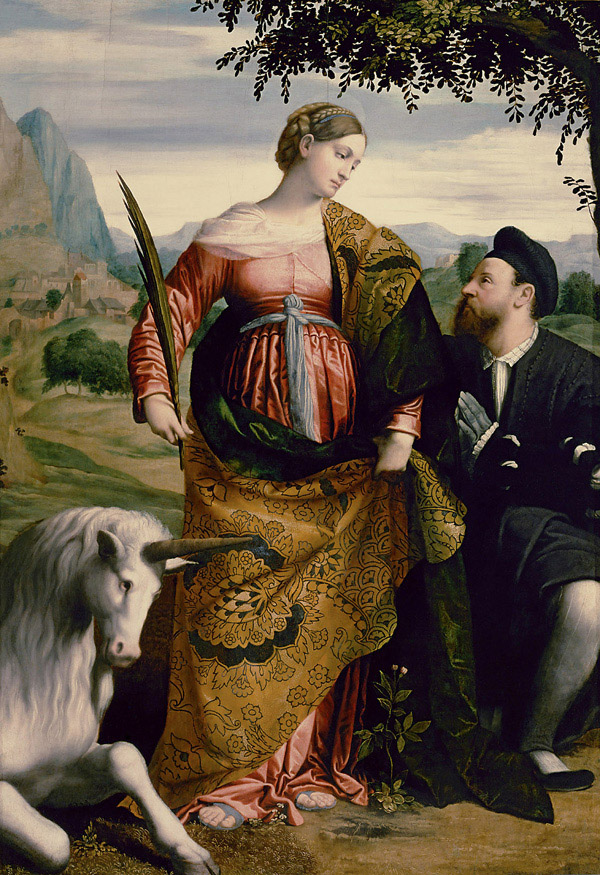
Моретто да Бреша, «Свята Юстина з донатором», Відень.
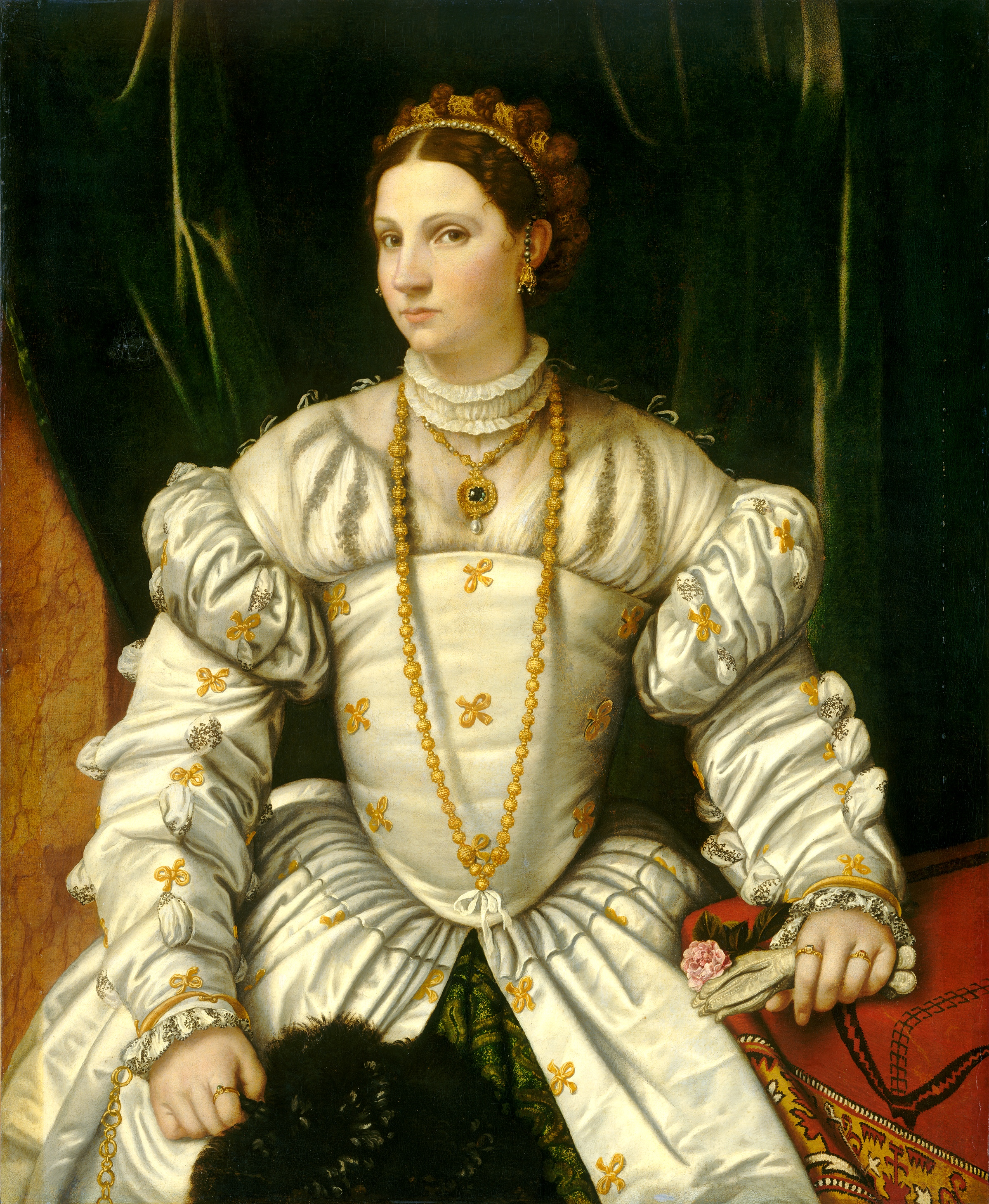
Моретто да Бреша, «Сеньйора в білому вбранні», Вашингтон, Національна галерея мистецтва.
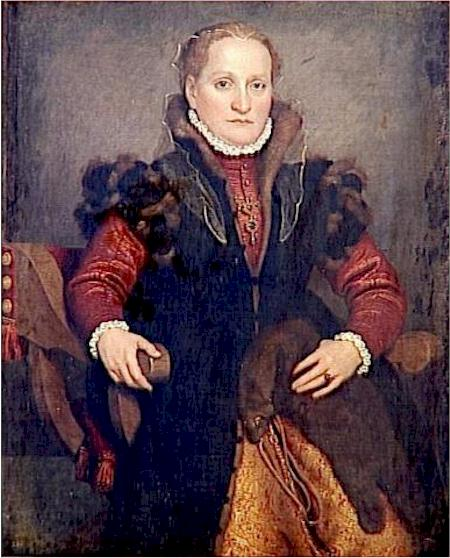
Худ. Мороні, «Ангеліка Альярді де Ніколіні», музей Конде, Шаттійї, Франція.
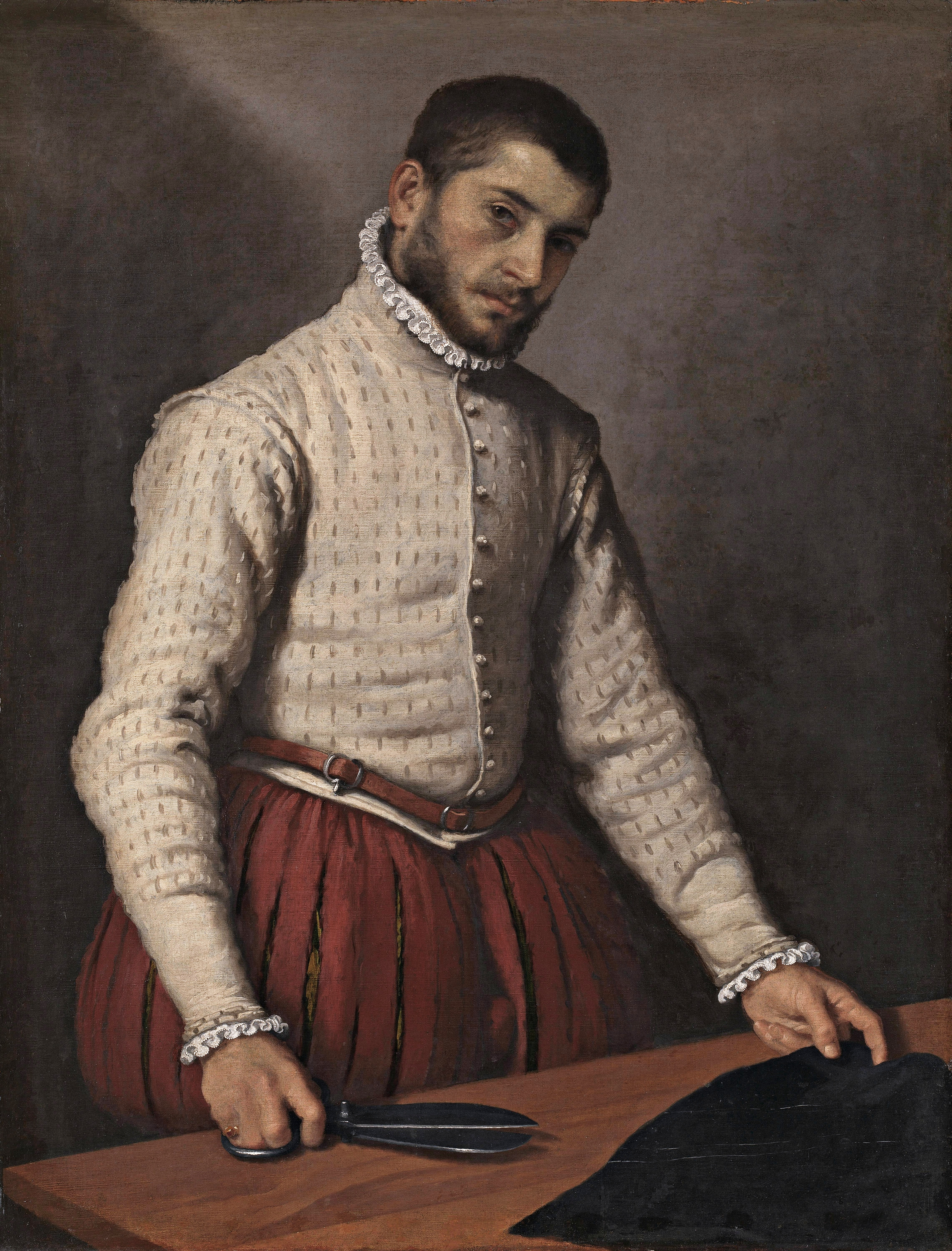
Худ. Мороні, «Портрет кравця».  Національна галерея (Лондон).
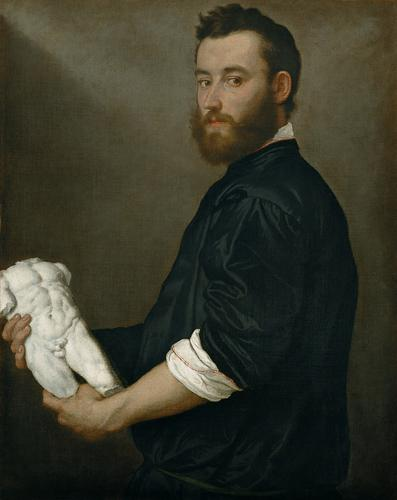
Худ. Мороні, «портрет скульптора Олессандро Вітторіа». Відень.
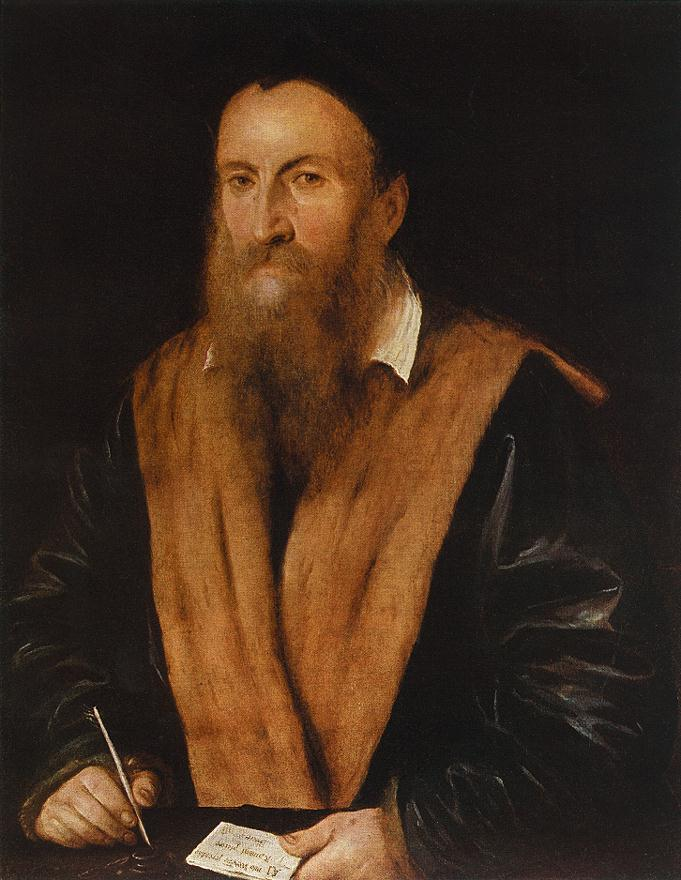
Худ.Латтанціо Гамбара. «Портрет Джироламо Романіно», Будапешт.